# Ланская (исторический район)
Ланска́я — исторический район Санкт-Петербурга, находящийся в Выборгском и Приморском районе.
В 1779 году Екатерина II подарила своему фавориту А. Д. Ланскому большой участок земли между Чёрной речкой и Выборгским шоссе, и до конца XIX века он принадлежал старинному дворянскому роду Ланских, по которому и называлась местность. Некоторые другие объекты этого исторического района также названы по фамилии этих землевладельцев, формируя так называемый «топонимический ансамбль». Так, в районе находятся Ланское шоссе, Ланской мост, Ланская улица и железнодорожная станция Ланская.
До начала XX века северная граница Санкт-Петербурга проходила по Ланскому шоссе, а этот район был его дачным пригородом.